# Аллендейл (округ Солано, Каліфорнія)
Аллендейл (англ. Allendale) — переписна місцевість (CDP) в США, в окрузі Солано штату Каліфорнія. Населення — 1651 особа (2020).

## Географія
Аллендейл розташований за координатами 38°26′34″ пн. ш. 121°58′59″ зх. д. / 38.44278° пн. ш. 121.98306° зх. д. (38.442655, -121.983001).  За даними Бюро перепису населення США в 2010 році переписна місцевість мала площу 16,06 км², з яких 15,89 км² — суходіл та 0,16 км² — водойми.

## Демографія
Згідно з переписом 2010 року, у переписній місцевості мешкало 1506 осіб у 528 домогосподарствах у складі 431 родини. Густота населення становила 94 особи/км².  Було 554 помешкання (35/км²).
Расовий склад населення:
| - 82,3 % — білих - 3,3 % — чорних або афроамериканців - 2,8 % — азіатів - 1,5 % — корінних американців - 0,1 % — вихідців з тихоокеанських островів - 5,2 % — осіб інших рас |

До двох чи більше рас належало 4,8 %. Частка іспаномовних становила 15,6 % від усіх жителів.
За віковим діапазоном населення розподілялося таким чином: 21,0 % — особи молодші 18 років, 62,9 % — особи у віці 18—64 років, 16,1 % — особи у віці 65 років та старші. Медіана віку мешканця становила 47,3 року. На 100 осіб жіночої статі у переписній місцевості припадало 105,2 чоловіків;  на 100 жінок у віці від 18 років та старших — 103,4 чоловіків також старших 18 років.
Середній дохід на одне домашнє господарство  становив 145 312 долари США (медіана — 121 875), а середній дохід на одну сім'ю — 150 468 доларів (медіана — 129 044). Медіана доходів становила 56 477 доларів для чоловіків та 64 125 доларів для жінок. За межею бідності перебувало 3,2 % осіб, у тому числі 0,0 % дітей у віці до 18 років та 0,0 % осіб у віці 65 років та старших.
Цивільне працевлаштоване населення становило 770 осіб. Основні галузі зайнятості: освіта, охорона здоров'я та соціальна допомога — 23,0 %, науковці, спеціалісти, менеджери — 22,7 %, будівництво — 12,5 %, публічна адміністрація — 10,8 %.